# Unix shell

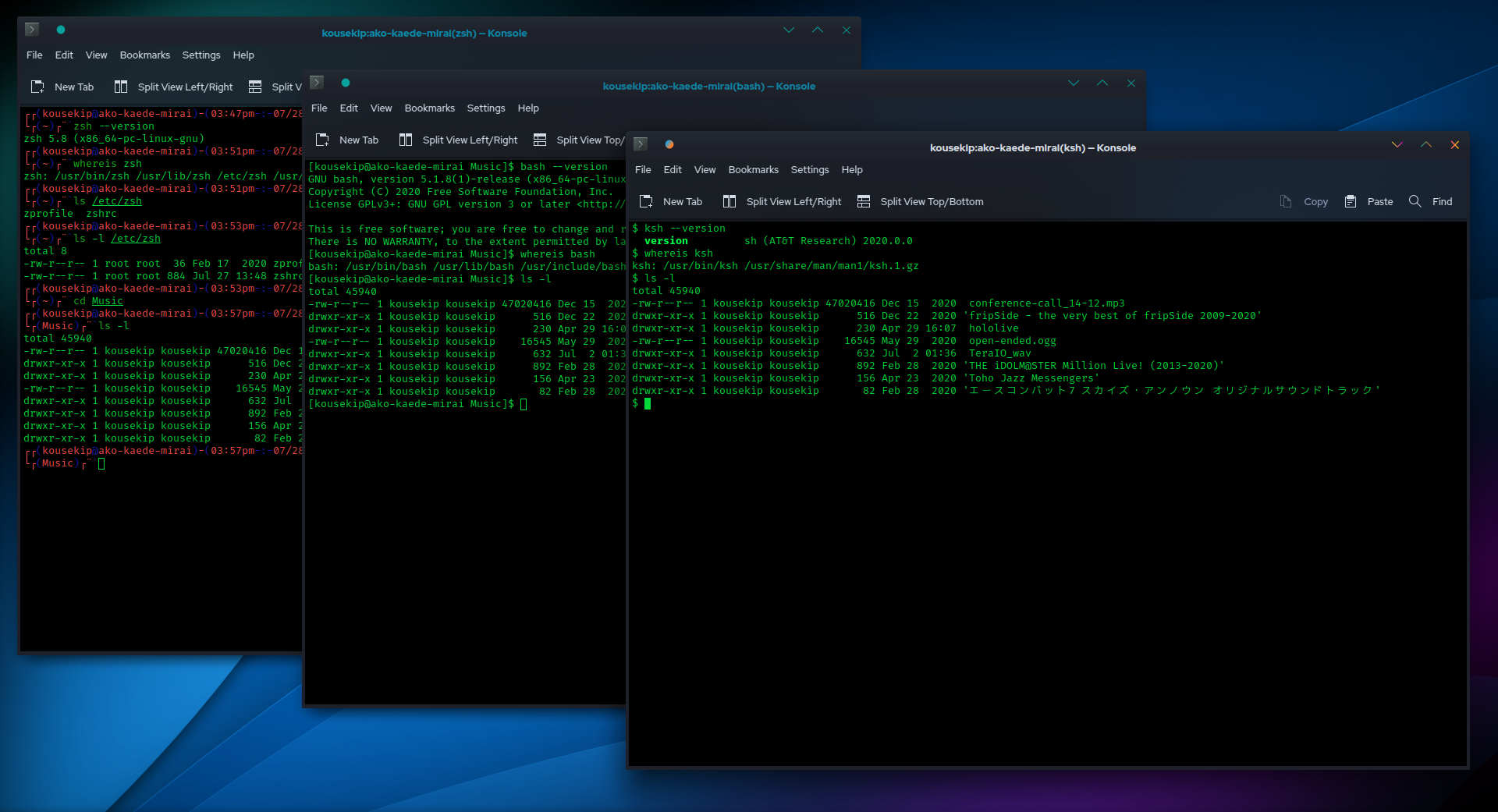
Unix shells in Konsole

Unix shell，一種殼層與命令行界面，是UNIX操作系统下传统的用户和计算机的交互界面。第一個用户直接输入命令来执行各种各样的任务。
普通意义上的shell就是可以接受用户输入命令的程序。它之所以被称作shell是因为它隐藏了操作系统低层的细节。同样的Unix下的图形用户界面GNOME和KDE，有时也被叫做「虚拟shell」或「图形shell」。
Unix操作系统下的shell既是用户交互的界面，也是控制系统的脚本语言。当然在这点也有别于Windows下的命令行，虽然也提供了很简单的控制语句。在Windows操作系统下，可能有些用户从来都不会直接的使用shell，然而在Unix系列操作系统下，shell仍然是控制系统启动、X Window启动和很多其他实用工具的脚本解释程序。

## 各种Unix shell
第一個Unix shell是由肯·汤普逊，仿效Multics上的shell所實作出來，稱為sh。

### Bourne shell兼容
- Bourne shell（sh）史蒂夫·伯恩在贝尔实验室时编写。1978年随Version 7 Unix首次发布。
  - Almquist shell（ash）
  - Bourne-Again shell（bash）
  - Debian Almquist shell（dash）
  - Korn shell（ksh）David Korn在贝尔实验室时编写。
  - Z shell（zsh）

### C shell兼容
- C shell（csh）比尔·乔伊在加州大學伯克利分校时编写。1979年随BSD首次发布。
  - TENEX C shell（tcsh）

### 其他
- fish，第一次发布于2005年。
- rc shell（rc）九號計畫系统的shell，由Tom Duff在贝尔实验室时编写。随后移植回Unix和其他的操作系统。
  - es shell（es）一个函数式编程的rc兼容shell，编写于二十世纪九十年代中期。
- scsh（Scheme Shell）

### 仅存于历史的
- Thompson shell（sh）第一个Unix shell，由肯·汤普逊在贝尔实验室时编写。1971年至1975年随Unix第一版至第六版发布。
- PWB shell（sh）Thompson shell的一个版本，由John Mashey和他人在贝尔实验室时改进。1976年随PWB UNIX发布。